# 北川ゆず
北川 ゆず（きたがわ ゆず、1997年3月15日 - ）は、日本のAV女優。バンビプロモーションに所属していた。

## 略歴・人物
東京都出身。
趣味は料理・ダーツ、特技は体が柔らかいこと。
2016年2月、エスワンの専属女優としてAVデビュー。
同年6月から11月まで本中の専属。
2018年3月31日付で引退することを公式ツイッターにて発表。
2023年5月17日、上田 紗奈（うえだ さな）で再デビュー。アクト所属。

## 出演作品

### アダルトDVD
- 新人 NO.1STYLE キュッッと細腰 “W53” 北川ゆずAVデビュー（2月19日、エスワン）
- 初めての激イキ!エロス覚醒100絶頂（3月19日、エスワン）
- 24時間、朝から晩まで快感が止まらないお漏らしみたいな潮漏らし性交（4月19日、エスワン）
- 交わる体液、濃密セックス（5月19日、エスワン）
- 真正中出し解禁（6月25日、本中）
- 完全ノーカット真性中出し（8月1日、MOODYZ）
- 神クビレ 猛烈騎乗位スペシャル 中出しするまで止めてあげない（9月25日、本中）
- 北川ゆず エスワン全タイトル全コーナーコンプリートBEST8時間（10月7日、エスワン）※ベスト版
- 「何発出してもOKだから私のおま●こバカにして!」 絶倫&デカチン限定 中出しオフパコ撮影会（11月1日、本中）
- おしっこ漏らしまくりJK 羞恥が快感に変わってイク 失禁潮吹き大洪水（12月13日、MOODYZ）

- なんちゃって時間停止中出し（1月1日、本中）
- お姉ちゃんのリアル性教育（2月2日、グローリークエスト）
- マジックミラー号 成人式を終えたばかりの友達同士の男女が初めてのお酒で我を忘れて人生初の真正中出し!（2月2日、SODクリエイト）※「ひな」名義
- 成長した娘の裸に触れた父親はイケない事と知りつつもチ○ポを勃起させて「禁断の近親相姦」してしまうのか!? 5（2月2日、SODクリエイト）※「アユ」名義
- 予備校に通う地味でマジメな女子高生をレ●プしながら全身を媚薬漬けにしたら、こっちが引くほど痙攣・潮&泡吹き・失神しまくった! 4（2月2日、サディスティックヴィレッジ）※「梨奈」名義
- ずーっと一緒だったお姉ちゃんが結婚する事になり、明日から他人のモノに!!(泣)小学校まで一緒に寝ていてくれたお姉ちゃんと最後に一緒に寝たくてこっそり布団に潜り込んでみるとお姉ちゃんの懐かしいイイ匂いが…我慢できずに触れていると「最後だから!」と… 2（2月3日、DOC）
- 〜ナメたらアカンよ人生は〜 人生ナメずにコレ舐めて! BinBinチ○ポ飴! 2（2月3日、DOC）※「さやか」名義
- 恥ずかしがり屋の素人お嬢さん! こっそり媚薬を塗りたくったチ●ポをヌルヌル素股してくれませんか? 〜マ●コからありえないほどのマン汁が溢れちゃった薬に弱すぎ清楚娘編〜（2月3日、DIY）※「ゆず」名義
- 相手の気持が一番大切です! 男女混合の全裸実習にて、被介護者の羞恥心を身をもって学ぶ 卒業時共通試験の合格率が異常に高い 介護専門学校（2月16日、サディスティックヴィレッジ）
- 120%リアルガチ軟派伝説 vol.45 in 岡山（2月17日、プレステージ）※「まさみ」名義
- じゃれて突然膝の上に座ってきた女のお尻が股間にピタ!! お尻を動かす度に膨らむ僕のチ○コに気付いた彼女は…（2月17日、DOC）
- 街で見かけたどんないい女でもデリヘルとして呼べる未来のもしも電話 2（2月24日、BAZOOKA）
- 田舎娘、時給696円。 【超】幸せ愛人契約。 ゆず 自分の価値をよく解っていない地味カワ素朴ガールが最低賃金でヤラれまくりの中出し。（2月25日、ビッグモーカル）
- JK vs 童貞 「僕のオナニーを手伝ってください!」（3月3日、DOC）
- 顔出し!女子大生限定 ザ・マジックミラー 友達同士2人っきりで初めての混浴温泉♡ リアル素人大学生が日本一エロ〜い車の中で過激ミッションにより徐々に近づく心とアソコ! じわじわ湧き出る性欲で男と女は友情という垣根を超えてしまうのか!? 3 in池袋 乗車人数増量で400分2枚組の徹底調査スペシャル!（3月7日ディープス）※「さき」名義
- うぶカワ女子大生限定! 人生初のメガチ●ポに恥じらい超赤面! でも実は興味津々だ・か・ら思わず触って、思わず口に含んで、生挿入メガ中出しまでさせてくれました♡（3月7日、ナンパJAPAN）※「りこ」名義
- 新放課後美少女回春リフレクソロジー+（3月10日、宇宙企画）
- 1vs1 ノーカット初撮りS級素人1発勝負SEX 4本番 VOL.001（3月10日、S級素人）
- ちん舐め狂いコスプレイヤー（3月10日、DIY）
- シン・肉便器これくしょん改 社長秘書out…本日半休午後接待 N/R CASE022（3月10日、&RiBbON）
- この女、犯してやる…。 好奇心と性欲が強すぎるお嬢様は、鬼畜集団の罠に堕ち、集団凌辱の果てにM奴隷と化す…。（3月13日、オーロラプロジェクト・アネックス）
- 神待ちJKに我が家が占領されたから子作り（3月13日、ZUKKON/BAKKON）
- 妹たちの前でマ○コを広げカラダで借金返すJK（3月25日、MOODYZ）
- 放課後、制服 君の穴 ひたすら犯したい。（3月17日、ONEZ）
- 最高級AV女優在籍SEX回春リフレクソロジーVol.001（3月24日、BAZOOKA）
- おじさんと毎日SEXしたいんです。（3月24日、I.B.WORKS）
- 噂の検証!! まんハメ検証団×PRESTIGE PREMIUM 02（3月31日、プレステージ）※「えりな」名義
- JKにオナホを渡し「僕のチ○コを思いっきりシゴいて下さい!」 3（4月7日、DOC）※「さおり」名義
- 跡美しゅりにレズ解禁されたい北川ゆず 本気でイカされまくるガチ調教（4月7日、ビビアン）
- 密着リアルドキュメント 街一番の激カワ素人を狙え! 凄腕ナンパ師たちがガチンコ美少女限定ナンパ合戦! 口説き落としてラブホで即ハメッ! 一体誰がピカ一スケベ女をゲットできるんだよスペシャル（4月13日、ナンパJAPAN）※「まどか」名義
- 1vs1 ノーカット1本勝負SEX 4本番 VOL.002（4月14日、S級素人）
- その医師、少女愛好家につき… ガチ医師が無知な少女のカラダを貪り尽くし、無邪気なビッチへと調教しいく全記録（4月28日、MERCURY）
- マジックミラー号 心優しい子持ちのママがデカチンで妻に挿入を許してもらえない男性に素股奉仕 産後で感度が上がったマ○コは我慢できず、不倫挿入真正中出し! 3（5月3日、SODクリエイト）※「かずみ」名義
- ビジネスホテルのマッサージ師の胸チラで股間が反応してしまった俺 8（5月3日、アキノリ）
- 10ピストンの簡単問題から超難問の100ピストンまで腰フリ回数が早押しボタンの代わり!? 素人カップル対抗! クイ打ちピストン騎乗位でクイズに答えて賞金100万円 〜賞金に釣られた彼女が彼氏チ○ポに貧るようにオマ○コ打ち込み!中出し暴発のお手つき連発!!〜（5月3日、ROCKET）※「ゆず」名義
- 超絶倫童貞少年! もうヤメて!と逃げる義姉を追いかけハメまくる! 5 突然出来た義理のお姉ちゃんは超ヤリマン! いつも超無防備だからパンチラ胸チラしまくりでボクは毎日勃起しまくり!ボクの勃起をからかうお姉ちゃんもいつしか勃起にムラムラして発情!我慢できなくなって「フェラだけだったらいいよ…」と僕のチ○ポに…。貪りついてきたら最後、ボクももうフェラだけでは我慢できません!! 戸惑うお姉ちゃんを無視してとにかく腰を振って腰を振って色々な場所でヤリまくっちゃいました!! 何度も何度も発射してボクのチ○ポが勃起しなくなるまで何度もヤリました! ※もう何発ヤッたか分かりません!!（5月7日、Hunter）
- SODファン大感謝祭×真正中出し 射精無制限 ぜつりんバスツアー(※素人男性18名参加)（5月18日、SODクリエイト）※「柳瀬久留美」名義
- 歯医者で精子ごっくん（5月18日、ROCKET）※「ゆずき」名義
- 可愛い女子社員と相部屋宿泊 スーツを脱いだら綺麗なおっぱい!締まったくびれ!プリプリのお尻!無防備に寝ている女と密室に二人きりで股間の疼きが止まらない!（5月18日、アキノリ）
- 美脚なお姉さんに骨盤矯正だと言いながらV字開脚でエッチな事しちゃいました! 「V字拘束アクメ軟派!!」（5月19日、DOC）
- 「お兄ちゃんは私だけのモノ!だから妊娠させて!」 兄が婚約者を家族に紹介するために連れてきたから。もうすぐ他人のモノになってしまう最愛の兄。それに我慢出来ない妹がとった行動は、兄を押さえつけて無理矢理中出しさせて妊娠すること!兄に中出しさせて自分が妊娠すれば破談になるから。（5月19日、Hunter）
- SODファン大感謝祭! まだまだ終わらないぜつりんバスツアー 脱落した素人が人妻軍団に強制イカせ奉仕&本編出演超豪華女優の完全主観フェラ!(※素人男性18名参加)（6月1日、SODクリエイト）※「柳瀬久留美」名義
- 神待ち家出少女を助けまくって10人の神様に君臨した僕（6月1日、MOODYZ）
- 某県某所のおっぱぶ店では店長に内緒ですぐに客のチ●コをしゃぶってはすぐにハメたがるどスケベおっぱぶ嬢が急増中とのこと!!実際に噂は本当なのか!?徹底調査!!（6月9日、SCOOP）※「ゆず」名義
- 陸上部所属のレーシングブルマ穿いた新しい娘に媚薬を飲ませると興奮し過ぎてまさかの角オナニー開始! 淫らに腰をクネらせながらイキ狂うデカ尻娘が義父を押し倒し馬乗り生挿入! 効果抜群過ぎて一度の射精では満足できず何度も中出し懇願!（6月9日、V&R PRODUCE）
- 昨日までは、優等生。清く淫らな制服エッチ（6月13日、S-Cute）
- 清楚なのになぜか漂うエロい噂×【真正中出しぜつりんバスツアー】ロケにて真相解明×一流女優さんと一緒になってぜつりん大乱交!! =お披露目決定! 制作部 入社1年目 AD柳瀬久留美 実はスケベで“グッときた女子社員”のみをお届け File:3（6月15日、SODクリエイト）※「柳瀬久留美」名義
- 初夏 お兄ちゃんにホテル監禁された48時間（6月23日、REAL）
- 奥まで挿さる快感に耐え進め!! 超固ディルドボールバウンドレース（6月25日、はじめ企画）※「さや」名義
- 清純な彼女のエッチな好奇心（7月13日、S-Cute）
- 「私…お父さんの子供妊娠する!」 女子校生のデカ尻娘が突然訪ねた大好きな父の家にはまさかの婚約者が…。 絶対に取られまいと馬乗り生挿入! ガッチリホールドで強制的に何度も何度も膣内射精させられる!（7月14日、V&R PRODUCE）
- JUICY AWABI CRISIS STAGE-01 哀泣の痙攣逝き地獄!! 美少女淫虐オーディション（7月19日、Baby Entertainment）
- ドMでスレンダーのパイパン美少女を俺のヤリ部屋で媚薬漬けにして飼ってみたwww（7月19日、チキチキカマー）
- 超長回しセンズリ用 JKつるりんパイパンおま○こ挑発 2（7月25日、アロマ企画）
- 未亡人28才の肉体に群がる男たち（8月1日、FAプロ）
- マジックミラー号 真夏の海岸で見つけた10代水着美少女に童貞のフリした絶倫男が激ピストン!! 何度イっても無視しガン突き再開! イったあとのマ○コはキュッと締まってエビ反り真正中出し（8月1日、SODクリエイト）※「ゆい」名義
- 「やばい!オマ●コイッちゃう!」 アヘ顔全開!清純派女子校生12人がすご〜くエッチな自撮りに大興奮!もっとエッチな私を見て欲しいな… オマ●コぴちゃぴちゃ指入れ投稿オナニー 4時間（8月1日、ロリオナ）
- 「ねぇ?あたしと一緒にチャットでいっぱ〜いHなことしよ♡」 浴衣美少女!ピチャピチャ潮吹きLIVEチャットオナニー 4時間DX vol.14（8月1日、VALEX）
- 学園のま○こ掃除機 転校生は便器マン（8月5日、フリーダム）
- マジックミラー号 もうすぐ夏休み! 田舎で育った夏服女子高生がはじめてのオモチャで激イキ絶頂体験! 10人中6本番! うち1人は処女膜貫通!（8月10日、SODクリエイト）
- 17周年記念SP 新宿で声を掛けた可愛いお嬢さんに「新作水着のモデルになってください」と声をかけ、撮影でテンションを上げてヌルヌル泡泡ソープ体験 本編撮りおろし+ソープ体験総集編（8月10日、アイエナジー）
- 満タンに溜まった性欲処理は妹で…　母の目を盗んで犯りたい…　お年頃の若い躰（8月10日、ヒビノ）
- チ○ポだけ丸出しで椅子になった彼氏を競って座ってマ○コに挿入して当ててみて! 素人カップル対抗! チ○ポ椅子取りゲーム　〜当たれば賞金100万円!ハズレたら見知らぬチ○ポが暴発真性中出し!!〜（8月10日、ROCKET）※「川北」名義
- 秘書って誰でもやれるしごとじゃないからね（8月11日、バルタン）
- 代理子作り妊娠（8月17日、グローリークエスト）
- シックスナインでセルフイラマチオ 〜マ●コ舐めを要求しながら喉奥まで咥える貪欲痴女精神〜（8月18日、SEX Agent）
- 焦らし手コキがにゅるにゅる過ぎてもう堪らん。（8月18日、SEX Agent）
- 脱ぎたてパンティに包み込んでもらう、ぬくもり亀頭フェラ 〜あの日ふわりと風に揺れたスカートの中を忘れられない変態達へ〜（8月18日、SEX Agent）
- デリヘル呼んだら姉が来た! 結果、お店に内緒で4人全員中出し本番セックスする事になる 9（9月1日、GLAY'z）　※AV OPEN 2017 企画部門エントリー作品
- おま●こ取扱説明書 3（9月1日、BURST）
- 野ションを目撃されてプリプリお尻を大公開したままハメられた女子校生（9月1日、アキノリ）　※AV OPEN 2017 フェチ部門エントリー作品
- 全裸金蹴り&電気あんま 2 M男撮影現場のあるある裏話（9月5日、フリーダム）
- カメラ小僧御用達 地下アイドル コスプレマニア撮影会（9月13日、アロマ企画）
- トイレ掃除で水が掛かって濡れまくり!制服ビショ濡れでブラ透けまくり女子校生! ボクの勃起にいち早く気づき行動に移したヤリマン女子のおかげで他の女子も連鎖発情!イジメられてもいい事があるもんだ! 無理やり押し付けられたトイレ掃除をしてると、クラスの可愛くて優しい女子たちがトイレ掃除を手伝ってくれたんです!しかも普段男子トイレに入る機会なんて無いとか言って思いっきり大はしゃぎ!ホースの水が制服に掛かりまくってビショ濡れになるとシャツからブラが透け透け!思わず勃起してしまったんです!慌てて隠すと、チラチラ見てモジモジしてるだけの女子たちにヤリマンが一人混じってたのか、勃起チ○ポにしゃぶりついてくれたおかげでウブな女子たちも徐々に発情!!（9月19日、Hunter）
- 羞恥! 素人VSマシンバイブ 彼氏連れ素人娘をマシンバイブでこっそり攻めまくれ! 13 激安居酒屋にマジックミラー特設スタジオを設置 夏ガールは冷たいビールと真夏の日差しに激ゲキヤバ開放的になってしまうのか?編（9月21日、サディスティックヴィレッジ）
- 英会話スクール少女わいせつ国際交流（9月22日、I.B.WORKS）
- 小悪魔挑発GAL 〜私のパンチラであなたのオナニー管理してあげる〜（10月1日、MARRION）
- 羞恥 男女が体の違いを全裸になって学習する質の高い授業を実践する共学高校の保健体育 2（10月5日、サディスティックヴィレッジ）
- 別次元の快楽をお約束 超高級アナルエステ（10月5日、フリーダム）
- パンチラ模擬店 〜エッチなアトラクションルーム 3（10月13日、アロマ企画）
- 直下型パンチラ挑発（10月13日、アロマ企画）
- 近所妻NTR 旦那が不在中に撮影したSEX映像（10月19日、アキノリ）
- 痴漢相談所痴漢 8 〜繰り返される痴漢行為〜 母娘SP!（10月19日、アパッチ）
- 旦那に内緒で他人ザーメン初飲み素人妻、初めてのゴックン精飲体験 「奥さん、精子は飲みものです?」 濃厚白液の催淫効果で奥さんエロ発情寝取られ受精SEXで中出し注入!!（10月27日、S級素人）
- 【昼は営業スマイル、夜はアヘ顔】 スタイル抜群の不動産屋営業さんのSEX事情（11月2日、アキノリ）
- 『ねぇ唇と唇が触れなかった?』『えっ本当に!?』 超密着!布団の中で秘密のキス!で元気づけてくれる幼馴染!幼、小、中の頃から仲が良く高校になった今でもボクの部屋に来ては仲良くしてくれる幼馴染!しかも顔も超カワイくて性格も良くてスタイルも良くて勉強もできてクラスのマドンナ的存在!!しかもしかも遊びに来るときは決まって超無警戒で無防備な格好で遊びに来るから目のやり場に困る!!いや勃起しちゃって困る!!ある時、落ち込んで布団に包まって寝込んでいたら幼馴染がやってきてボクが布団から出ないとふざけてボクの布団に潜り込んできた!!ボクを慰めようと狭い布団の中で更に急接近!!しかもわざとなのか近すぎるからなのか唇と唇が何度も触れ合い『ねぇ今、唇と唇が触れなかった??』と聞くとニコっと笑って『どっちだと思う?』と言ってボクを惑わす!!困惑していると今度は明らかに激しくキスしてきてド淫乱に豹変!!何度もおかわり中出しSEXを求めてきた!（11月7日、Hunter）
- 亀頭クリこすり痴漢 〜駐輪場にやってきた女子校生のクリトリスを亀頭でクリクリこすりまくって犯しまくれ!〜（11月7日、アパッチ）
- 【女子生徒】 奇跡的に出来たクラスの可愛い彼女が僕の目の前で野蛮な奴らに好き放題される!でも無力で非力な僕は何も出来ない…（11月7日、パコパコ団とゆかいな仲間たち）
- 【スク水】 先生の奴隷となった女子生徒がスクール水着を着せられ羽交い締めで電マ責めされる!（11月7日、パコパコ団とゆかいな仲間たち）
- 濃厚接吻レズビアン 義母と娘 愛し合って求め合ってイカせ合う（11月16日、ヒビノ）
- 私、成績が悪くて… 今日も黒板壁マ○コ 黒板にマ○コ丸出しで埋め込まれ授業中晒し者にされる有名進学校の過激すぎる体罰（11月16日、ROCKET）
- ニーハイ女子校生と男はボク1人の王様ゲーム!! 田舎から都会の学校に転校したら、クラスに男はボク1人!!しかも周りは全員『黒ニーハイ』のマセた美脚女子校生!!喋りかけられても、格差があり過ぎて話が全くかみ合わない…。放課後、何かして遊ぼうという話になってボクがダメ元で言ってみた『王様ゲーム』に唯一反応!一気に盛り上がりその場でゲーム開始!おもいきって出したエッチな命令にも「ウケる!!」と楽しみだしゲームはエスカレート!だけど想像以上の光景にボクは勃起してしまい…。するとそれを見た都会っ子女子たちは田舎者のボクなんかにムラムラし始めて…!? （11月19日、Hunter）
- 完全主観 罵倒地獄 パンチラ編（12月5日、フリーダム）
- 乳首が超敏感美乳幼馴染は乳首いじりで失神寸前エビ反り連続爆イキ!! ボクには幼稚園の頃から高校生になった今でもずっと仲良しの超可愛くて優しい幼馴染がいます!!幼馴染はボクの部屋に超無防備な格好で遊びに来て正直困っています!だって小さい頃に見た胸とは違い未だ発展途上とはいえ胸がちょっと膨らんでいて無防備なもんだからその可愛らしいオッパイが丸見えなんです!!当然、膨らみだけじゃなくて先端のポッチ(乳首)まで丸見えでボクはフル勃起!!勃起していたのがバレてしまいヤバイと思ったけど幼馴染も発情してたみたいでボクのチ○ポを触って来た!それでボクは調子に乗って乳首をいじったら失神寸前状態でエビ反ってしまうほど何度も爆イキ!!最終的には何度も中に出して欲しいとおねだりするド淫乱娘に豹変!! （12月7日、Hunter）
- 【女子生徒×ぺろぺろワンちゃん】 クラスの性ペットとなった女子生徒がカワイイ犬耳と首輪をつけられ誰もいない教室で全身ぺろぺろさせられる!（12月7日、パコパコ団とゆかいな仲間たち）
- 【スク水×イラマ顔射ぬりぬり】 スクール水着の従順な奴隷生徒に変態教師がイラマチオで大量顔射! しかもその汚いザーメンを顔面ぬりぬりする!（12月7日、パコパコ団とゆかいな仲間たち）
- 課外性奴（12月13日、アリスJAPAN）
- 絶望エロス 家出少女さんのお仕事（12月13日、絶望エロス）
- 正義か悪か!? 女戦闘員DUALFACE（12月22日、GIGA）

- 生まれて初めての金蹴り 5  使い物にならなくなってもイイんですか?（1月5日、フリーダム）※オムニバス作品
- カミングアウト 本当の私を見てください。 20歳の美少女が幼い頃から憧れ続けた夢… それはアイドルでもなく何処かのお姫様でもない… 男たちの肉便器になることでした。 AV女優北川ゆずの性癖告白ドキュメント（1月7日、えむっ娘ラボ）
- エロ過ぎる魅惑的な同級生のパイパン義姉ゆず、母性的な巨乳ブラコン姉ありさ2人と近親相姦中出し性交 北川ゆず 羽生ありさ（2月1日、GLAY'z）
- 若い女子社員に媚薬投入後、中年男性に激烈発情!! 懇親旅行ハプニング 北川ゆず 橋本怜奈 桜川かなこ（2月1日、FAプロ）
- ノンストップ激ピストン涙目イラマチオ II（2月15日、グローリークエスト）
- スペルマ妖精 21 美女の精飲 北川ゆず（2月16日、S.P.C）
- セーラータナトス 邪神に奪われた純潔（2月23日、GIGA）
- 全国家出少女白書 松戸からやってきた神待ち少女（2月25日、JUMP）
- 制御不能! 僕だけのデジタルドール!（3月5日、フリーダム）
- 完全主観 ニオイ足裏（3月5日、フリーダム）※オムニバス作品
- 女子○生アナル処女喪失 4  2穴ナマ中出し（3月8日、サディスティックヴィレッジ）
- AV女優 裸コレクション 第七弾（3月9日、V&R PRODUCE）※オムニバス作品
- デカパイ女子●生とちっぱい女子●生の学校こっそりレズえっち 優梨まいな 北川ゆず（3月19日、レズれ!）
- 無邪気な少女のエッチなお遊戯 「溜まってるもの全部出して」2（3月25日、JUMP EMERALD）※オムニバス作品
- 完全撮りおろし! 主観フェラ抜き体験8時間! Vol.4（4月13日、オーロラ・プロジェクト）※オムニバス作品
- 飼われて嬉しい変態アナルペット（4月19日、グローリークエスト）
- オフィスレディM性感 ～会社で脳イキする男～（4月19日、MEGAMI）
- 完全主観 ディルド足コキ罵倒（5月5日、フリーダム）※オムニバス作品
- 【神パコ殿堂入り】激カワ美少女達に媚薬を●ませて生キメパコ！赤ちゃん部屋を濃厚ザーメンでたぷたぷにしてみたwww（5月19日、チキチキカマー）※オムニバス作品
- 断末魔の女体は奈落に沈む 轟沈鉄枷地獄 EPISODE-02:救出任務捜査官成美、悲劇の爆虐昇天に泣く（6月13日、BabyEntertainment）
- 授業をさぼってレズ交尾に耽る痴女ビアン女教師と潮吹き淫乱女学生 北川ゆず 白金れい奈（6月13日、U&K）
- メスころがし（7月6日、ワープエンタテインメント）
- もの凄い絶頂と射精に導く《ズボズボ》アナル責め手コキ（7月7日、MEGAMI）※オムニバス作品
- 拘束されて犯されたい男を快楽で狂わせるオンナ。初公開! 撮り下ろし映像収録スペシャルエディション（7月13日、M男パラダイス）
- 完全撮り下ろし最高級昇天映像!! 秘奥淫爆絶頂放置責め ～逃げられず内部爆発する残酷なプッシー・オルガ～（8月19日、BabyEntertainment）※オムニバス作品
- ド変態女優たちの見せつけ自画撮りアナルオナニー（9月6日、グローリークエスト）※オムニバス作品
- 聖水ぶっかけマーキング 美痴女の体液まみれ（11月19日、MEGAMI）※オムニバス作品

- 完全主観 ペニバンシコリ罵倒（1月5日、フリーダム）※オムニバス作品

### VR
- おっぱぶ体験!! ようこそ当店自慢のコスプレDAYへ♡ 本日は貴方をスペシャルVIPコースへご招待!! こころゆくまで揉んで舐めて癒されちゃって下さい!! 笹倉杏 北川ゆず 坂井亜美 麻里ひなの 泉朱音 生駒はるな（5月12日、KMPVR）
  - おっぱぶ体験!! 夢の豪華おっぱい共演!! 激カワな二人に同時に責められる究極の癒しを貴方に!! どっちのおっぱいがお好み?? 笹倉杏 北川ゆず（5月12日、KMPVR）
  - おっぱぶ体験!! 当店自慢の指名率No.1のゆずちゃんが本日は貴方にスペシャル中出しSEX!!（5月12日、KMPVR）
- 北川ゆず ローション手コキ&極上のぬるぬるプレイ（6月5日、ブイワンVR）
- 北川ゆず 生中出し! 美マンにブチ込め!!（6月5日、ブイワンVR）
- 転校初日から女子校生3人がかりで発射に追い込まれちゃった 桜木優希音 北川ゆず 小谷みのり（6月16日、アロマ企画）
- 北川ゆず 生中出し 美少女とオジサンのイケナイ関係（6月20日、ブイワンVR）
- 働く女達の性事情 ～後輩OLと社内SEX～（6月30日、CASANOVA）※オムニバス作品
- ハズレ無し風俗店 ～ロリコス特別コース～（7月27日、CASANOVA）
- 北川ゆず フェラ手コキ いっぱい気持ちいい事してあげるね（9月1日、ブイワンVR）
- 僕だけのご奉仕Wパイパンメイドちゃん! 連続挿入中出し逆3Pファック 跡美しゅり 北川ゆず（11月14日、AVVR）
- JKリフレ 裏オプションはWフェラ手コキ 跡美しゅり 北川ゆず（12月16日、AVVR）

- 混浴温泉に行ったら、女子大生グループと男は僕一人。ガン見しまくって、フル勃起した僕のち●ぽに気付いたJD達と… 5人の美人女子大生全員と超リアル連続中出しSEX 1対1あり、乱交ありの230分長尺スペシャルVR あおいれな 佐倉ねね 斉藤みゆ 北川ゆず（2月9日、エロタイムPOP!）
- めざまし近親相姦（6月25日、ワープエンタテインメント）
- 絶対服従懇願少女（7月27日、ワープエンタテインメント）
- J○リフレでW生パフォーマンスオナニー 跡美しゅり 北川ゆず（8月17日、AVVR）

### イメージDVD
- 『AV無理MAX』（2016年2月1日、未満）
- Yuzu cutie slender girl・北川ゆず（2016年3月3日、REbecca）
- Angel Nude 恥じらうキミに恋をして（2016年5月23日、Precious Beauty）
- 北川ゆずはオレのカノジョ。（2016年6月25日、GARDEN）

## 書籍・出版物

### 写真集
- 原寸大おっぱい図鑑 Ecstasy（2017年11月17日、一迅社　撮影：須崎祐次）Dカップ担当[3] ISBN 978-4-7580-1579-0

### デジタル写真集
- Yuzu cutie slender girl（2018年8月31日、グラッツ）
- LOVEPOP デラックス 北川ゆず 001（2020年5月1日、PAD）
- LOVEPOP デラックス 北川ゆず 002（2020年5月22日、PAD）
- LOVEPOP デラックス 北川ゆず 003（2020年6月5日、PAD）
- デジグラ・デラックス 北川ゆず 001（2021年4月9日、PAD）
- デジグラ・デラックス 北川ゆず 002（2021年5月14日、PAD）

### 雑誌
- ズバ王 2016年9月号（ジーオーティー）- グラビア

## リンク
- 上田紗奈ツイッター（2023年5月17日 - ）